# Penaeus vannamei
Litopenaeus vannamei, anteriorment dit Penaeus vannamei, és una espècie de crustaci decàpode de la família Penaeidae, pròpia de l'oceà Pacífic Oriental que es pesca o es cultiva en aqüicultura com aliment. El nom comercial en català no es troba en les publicacions. Per aquesta causa de vegades es tradueix la denominació que se li dona a Galícia, llagostí de potes blanques.

## Descripció
Litopenaeus vannamei fa un màxim de 230 mm.Els adults viuen a l'oceà a fondàries de fins a 72 metres i els joves viuen en estuaris. El rostre és moderadament llarg amb 7–10 dents al costat dorsal i 2–4 dents al costat ventral.

## Distribució i hàbitat
Aquest llagostí viu des de Mèxic al Perú. Està restringit a zones on la temperatura de l'aigua roman per sobre dels 20 °C.
L'any 2010, Greenpeace International va afegir aquesta espècie de llagostí a la seva llista roja de mariscs.
En els aquaris d'aigua salada els joves de Penaeus vannamei es poden fer servir com aliment per a peixos i invertebrats.